# Milhaguet
Milhaguet est une ancienne commune française située dans le département de la Haute-Vienne et la région Nouvelle-Aquitaine. Elle est associée à la commune de Marval depuis 1973.

## Géographie
Le village est traversé par la route D67.

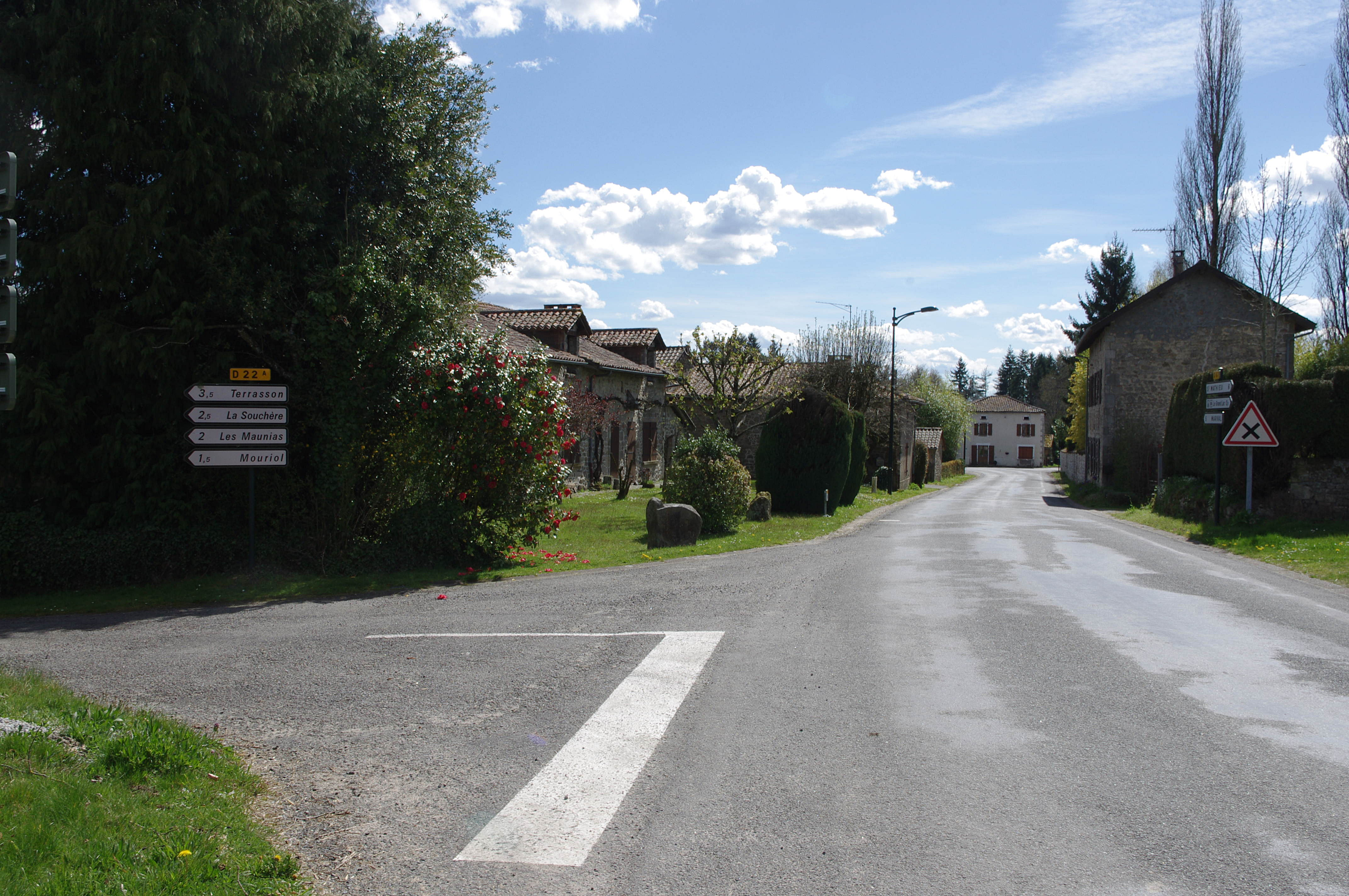
.

## Histoire
Le 1er octobre 1973, la commune de Milhaguet est rattachée à celle de Marval sous le régime de la fusion-association.

## Politique et administration
| Période                                  | Période | Identité          | Étiquette | Qualité |
| ---------------------------------------- | ------- | ----------------- | --------- | ------- |
| 19??                                     | 19??    | Pierre Marcillaud |           |         |
| Les données manquantes sont à compléter. |         |                   |           |         |

| Période                                  | Période  | Identité          | Étiquette | Qualité |
| ---------------------------------------- | -------- | ----------------- | --------- | ------- |
|                                          | En cours | Philippe Villette |           |         |
| Les données manquantes sont à compléter. |          |                   |           |         |

## Démographie
| 1793 | 1800 | 1806 | 1821 | 1831 | 1836 | 1841 | 1846 | 1851 |
| ---- | ---- | ---- | ---- | ---- | ---- | ---- | ---- | ---- |
| 304  | 287  | 327  | 370  | 344  | 393  | 397  | 386  | 413  |

| 1856 | 1861 | 1866 | 1872 | 1876 | 1881 | 1886 | 1891 | 1901 |
| ---- | ---- | ---- | ---- | ---- | ---- | ---- | ---- | ---- |
| 368  | 351  | 407  | 374  | 369  | 402  | 439  | 409  | 453  |

| 1911 | 1921 | 1926 | 1931 | 1936 | 1946 | 1954 | 1962 | 1968 |
| ---- | ---- | ---- | ---- | ---- | ---- | ---- | ---- | ---- |
| 442  | 412  | 353  | 310  | 291  | 259  | 227  | 205  | 182  |

## Lieux et monuments
- Église de l'Assomption de la Très-Sainte-Vierge du XIIe siècle, inscrite MH en 1926[3]